# Глинда
Глинда (енгл. Glinda the Good Witch), још позната и као Добра Вештица Севера, измишљен је лик Лајмена Френка Баума из књига, филмова и серија о земљи Оз. Влада Квадлинг територијом у Озу и најмоћнија је добра вештица у њему. Њена сестра је Лукаста и влада југом, док су им противнице Зла Вештица Запада и њена сестра Зла вештица Истока, које желе да завладају целим Озом.
Први пут се појавила у роману Лајмена Френка Баума, Чудесни Чаробњак из Оза, а потом ју је Били Берк тумачила у најпознатијој филмској адаптацији овог романа, под називом Чаробњак из Оза. Након тога се појавила у готово свим наставцима, преднаставцима и обрадама овог серијала.

## Појављивања у филмовима и серијама
| Година | Назив филма                     | Глумица                                 |
| ------ | ------------------------------- | --------------------------------------- |
| 1939.  | Чаробњак из Оза                 | Били Берк                               |
| 1908.  | Вилинказ и радио-драме          | Евелин Џадсон                           |
| 1910.  | Чудесни чаробњак из Оза         | Олив Кокс                               |
| 1964.  | Повратак у Оз                   | Пеги Лодер                              |
| 1969.  | Чудесна земља, Оз               | Хилари Ли Гис                           |
| 1974.  | Путовање назад до Оза           | Рис Стивенс                             |
| 1978.  | Чаробњак                        | Лена Хорн                               |
| 1982.  | Чаробњак из Оза                 | Венди Тачер                             |
| 1986.  | Чудесни Чаробњак из Оза         |                                         |
| 1990.  | Чаробњак из Оза (цртана серија) | САД Би Џеј Ворд · СРБ Тамара Павловић   |
| 1990.  | Дивљи у срцу                    | Шерил Ли                                |
| 1996.  | Деца Оза                        | Ерика Шикел                             |
| 2003.  | Зла                             | Кристин Ченоует                         |
| 2005.  | Мапетовски Чаробњак из Оза      | Мис Пиги                                |
| 2011.  | Вештице из Оза                  | Ноел Терман                             |
| 2012.  | Дороти и вештице из Оза         | Ноел Терман                             |
| 2013.  | Оз, велики и моћни              | Мишел Вилијамс                          |
| 2013.  | Повратак у Оз                   | САД Бернадет Питерс · СРБ Нина Јанковић |
| 2014.  | Некада давно                    | Сани Мабреј                             |
| 2015.  | Заштитници Оза                  | Лилијана Барба                          |
| 2015.  | Живео Чаробњак!                 | Узо Адуба                               |
| 2017.  | Смарагдни град                  | Џоели Ричардсон                         |
| 2024.  | Злица                           | Аријана Гранде                          |